# In medias res (TV emisija)
In medias res je hrvatska televizijska informativna emisija koja je s emitiranjem krenula 2. siječnja 2012. Voditelj tog projekta je hrvatski televizijski voditelj i novinar Petar Vlahov.

## Koncept emisije
Emisija "In medias res" u dnevnom ritmu pretresa teme kao što su politika, gospodarstvo, sport, estrada u društvu voditelja Petra Vlahova i gostiju u studiju. Osim reportaža i javljanja uživo s mjesta događaja, gledatelji se uključuju sa svojim komentarima.

## Raspored emitiranja
Emisija je svoju premijeru doživjela 2. siječnja 2012. na drugom programu HRT-a u 20:00 sati. "In medias res" emitira se od ponedjeljka do četvrtka. Prvi gosti emisije bili su Neda Ukraden i Halid Bešlić. Prva emisija naišla je na loše komentare kritičara.

## Kraj emisije
Predstavljajući novi koncept jesenske sheme HRT-a, v.d. glavnog urednika HTV-a Dean Šoša potvrdio je kako se emisija ukida.